# Peugeot Partner
Peugeot Partner je dodávkový osobní automobil a automobil pro volný čas vyráběný od poloviny 90. let 20. století francouzskou společností Peugeot. Dodávková verze nese označení Partner a verze vozu pro volný čas se označuje jako Partner Combi. V Itálii je automobil znám jako Peugeot Ranch. Vozidlo je téměř shodné s Citroënem Berlingo, stejně jako Berlingo se i Peugeot Partner vyrábí ve verzi s elektrickým motorem. Druhá generace byla představena roku 2008. Výroba osobní verze modelu Partner byla ukončena roku 2018. Byla nahrazena modelem Peugeot Rifter. Užitková verze je nadále prodávána pod jménem Partner

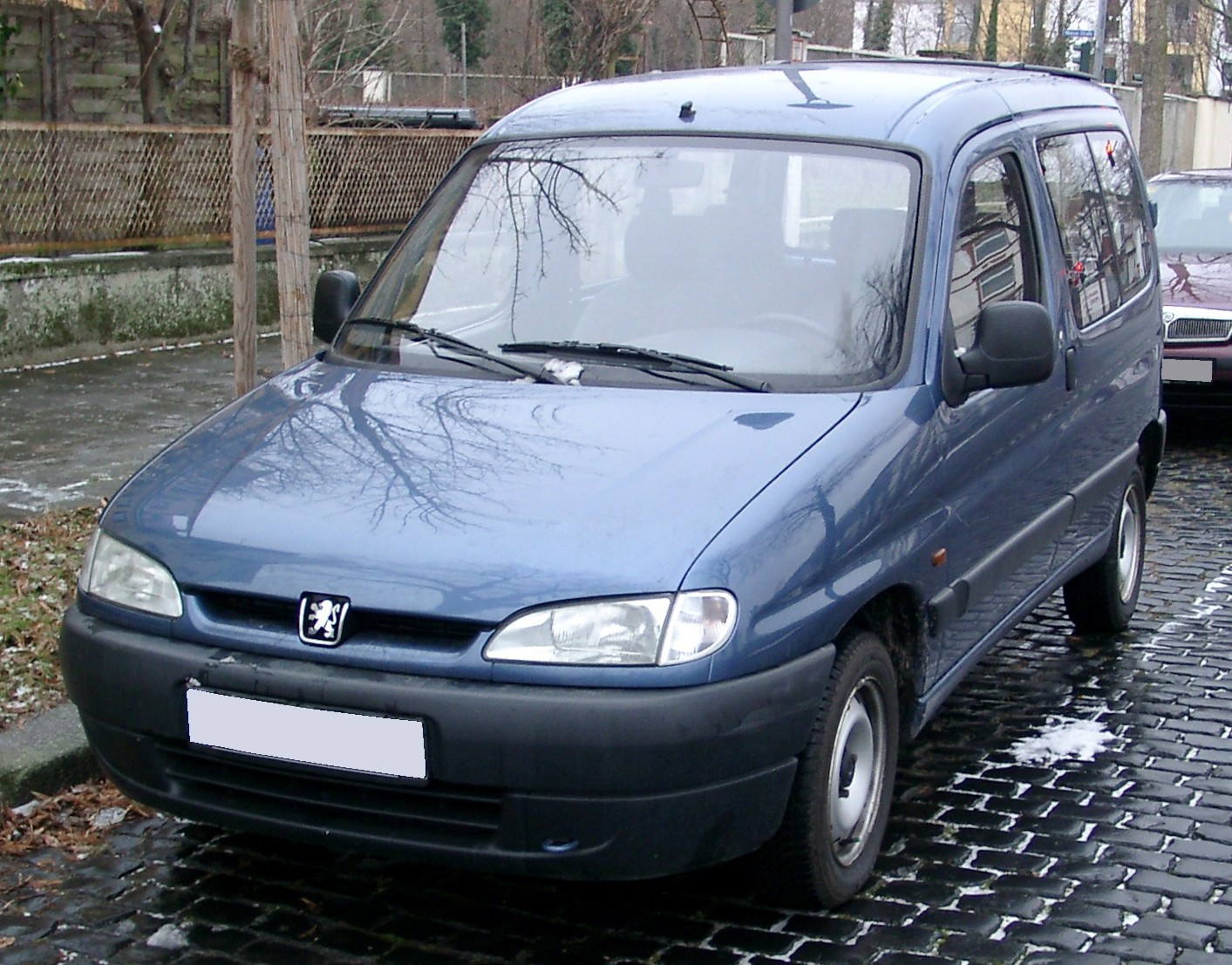
První generace (1996–2003)
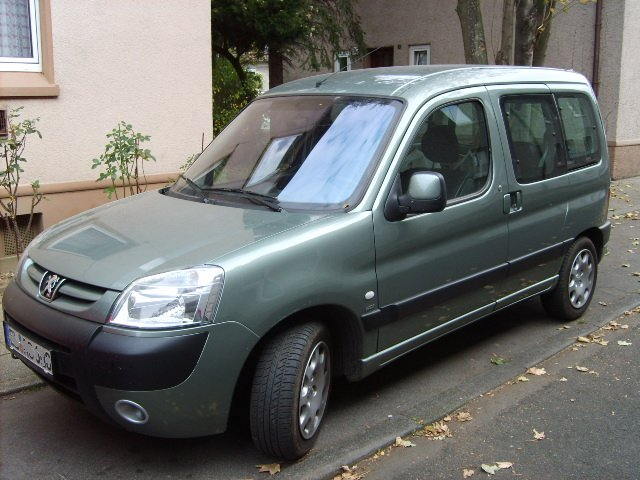
První generace po faceliftu (2003–2008)

## Motory
- 1.1 L (1115 cm³), TU3, 48 kW
- 1.4 L (1360 cm³), TU3, 55 kW
- 1.6 L (1587 cm³), benzínový, 4válcový, 16 ventilový, 80 kW při 5750 ot/min)
- 1.6 L (1587 cm³), naftový, 4válcový, 8 ventilový, 66 kW při 4000 ot/min
- 1.6 L (1587 cm³), naftový, 4válcový, 8 ventilový, 55 kW při 4000 ot/min
- 1.9 L (1868 cm³), DW8, vznětový, 52 kW
- 1.8 L (1761 cm³), benzínový, 4válcový, 12 ventilový, 66 kW při 5800 ot/min)
- 2.0 L (1997 cm³), DW10 HDi, 66 kW, 8 ventilový, 66 kW při 4000 ot/min
- 2.0 L (1997 cm³), i, 81 kW